# Saison 2019-2020 de l'AS Saint-Étienne
Maillots
Chronologie
Saison précédente Saison suivante
La saison 2019-2020 de l'AS Saint-Étienne est la soixante-septième de l'histoire du club. Le club sort d'une saison où il a obtenu une quatrième place en championnat directement qualificative pour la Ligue Europa pour la première fois depuis la saison 2016-2017.
Le club fête également ses 86 années d'existence.
La saison s'est achevée de manière prématurée le 8 mars 2020 à la suite de la pandémie de Covid-19 en France.
Le 30 avril, la LFP vote la fin officielle du championnat et détermine le classement final en prenant en compte un indice de performance (ratio) selon le nombre de points marqués sur tous les matchs joués.

## Transferts

### Transferts estivaux
| Nom                     | Poste            | Type de transfert             | Montant | Provenance/Destination | Division                      |
| ----------------------- | ---------------- | ----------------------------- | ------- | ---------------------- | ----------------------------- |
| Arrivées - 9,5 M€       |                  |                               |         |                        |                               |
| Harold Moukoudi         | Défenseur        | Libre                         | /       | Le Havre AC            | Ligue 2                       |
| Sergi Palencia          | Défenseur        | Acquisition                   | 2 M€    | FC Barcelone           | LaLiga                        |
| Zaydou Youssouf         | Milieu           | Acquisition                   | 2 M€    | Girondins de Bordeaux  | Ligue 1                       |
| Ryad Boudebouz          | Milieu/Attaquant | Acquisition                   | 3,5 M€  | Bétis Séville          | LaLiga                        |
| Alpha Sissoko           | Défenseur        | Libre                         | /       | Clermont Foot          | Ligue 2                       |
| Bilal Benkhedim         | Milieu           | Premier contrat professionnel | /       | AS Saint-Étienne B     | National 2                    |
| Mahdi Camara            | Milieu           | Retour de prêt                | /       | Laval                  | National                      |
| Marvin Tshibuabua       | Défenseur        | Premier contrat professionnel | /       | AS Saint-Étienne B     | National 2                    |
| Étienne Green           | Gardien          | Premier contrat professionnel | /       | AS Saint-Étienne B     | National 2                    |
| William Saliba          | Défenseur        | Prêt                          | /       | Arsenal FC             | Premier League                |
| Oussama Tannane         | Attaquant        | Retour de prêt                | /       | FC Utrecht             | Eredivisie                    |
| Léo Lacroix             | Défenseur        | Retour de prêt                | /       | Hambourg SV            | Bundesliga                    |
| Miguel Trauco           | Défenseur        | Acquisition                   | 0,5 M€  | Flamengo               | Brasileirão                   |
| Jean-Eudes Aholou       | Milieu           | Prêt                          | /       | AS Monaco              | Ligue 1                       |
| Thimothée Kolodziejczak | Défenseur        | Prêt avec option d'achat      | /       | Tigres                 | Liga MX                       |
| Alexandros Katranis     | Défenseur        | Retour de prêt                | /       | Royal Excel Mouscron   | Jupiler Pro League            |
| Franck Honorat          | Attaquant        | Retour de prêt                | /       | Clermont Foot          | Domino's Ligue 2              |
| Départs - 42 M€         |                  |                               |         |                        |                               |
| William Saliba          | Défenseur        | Cession                       | 30 M€   | Arsenal FC             | Premier League                |
| Rémy Cabella            | Attaquant        | Cession                       | 12 M€   | FK Krasnodar           | Première Ligue (Премьер-Лига) |
| Jean-Louis Gasset       | Entraîneur       | Retraite                      | /       |                        |                               |
| Neven Subotic           | Défenseur        | Fin de contrat                | /       | FC Union Berlin        | Bundesliga                    |
| Alexandros Katranis     | Défenseur        | Prêt                          | /       | Atromitos FC           | Superleague Elláda            |
| Pierre-Yves Polomat     | Défenseur        | Fin de contrat                | /       | Gençlerbirliği SK      | SüperLig                      |
| Youssef Aït Bennasser   | Milieu           | Retour de prêt                | /       | AS Monaco              | Ligue 1                       |
| Valentin Vada           | Milieu           | Retour de prêt                | /       | Girondins de Bordeaux  | Ligue 1                       |
| Yannis Salibur          | Attaquant        | Retour de prêt                | /       | En avant Guingamp      | Ligue 2                       |
| Thimothée Kolodziejczak | Défenseur        | Retour de prêt                | /       | Tigres                 | Liga MX                       |

### Transfert hivernaux
| Nom             | Nationalité | Poste     | Transfert      | Provenance/Destination  | Division            |
| --------------- | ----------- | --------- | -------------- | ----------------------- | ------------------- |
| Arrivées        |             |           |                |                         |                     |
| Lamine Ghezali  | France      | Attaquant | Retour de prêt | LB Châteauroux          | Ligue 2             |
| Départs         |             |           |                |                         |                     |
| Alpha Sissoko   | France      | Défenseur | Prêt sans OA   | Le Puy Foot 43 Auvergne | National            |
| Robert Berić    | Slovénie    | Attaquant | Transfert      | Chicago Fire            | Major League Soccer |
| Harold Moukoudi | France      | Défenseur | Prêt sans OA   | Middlesbrough FC        | Championship        |

## Joueurs et club lors de la saison 2019-2020

### Effectif professionnel
En grisé, les sélections de joueurs internationaux chez les jeunes mais n'ayant jamais été appelés aux échelons supérieurs une fois l'âge limite dépassé.

## Statistiques

### Classement des buteurs
Mise à jour le 23 août 2018.
| Place | Nom            | Ligue 1 | Ligue Europa | Coupe de France | Coupe de la Ligue | TOTAL des BUTS |
| 1     | Denis Bouanga  | 10 buts | -            | 2 buts          | -                 | 12 buts        |
| 2     | Romain Hamouma | 6 buts  | -            | -               | -                 | 6 buts         |
| 3     | Wahbi Khazri   | 3 buts  | 2 buts       | 1 but           | -                 | 6 buts         |

### Classement des passeurs décisifs
Mise à jour le 19 août 2018.
| Place | Nom            | Ligue 1 | Coupe de France | Coupe de la Ligue | TOTAL des PASSES DÉCISIVES |
| 1     | Ryad Boudebouz | 4       | -               | -                 | 4                          |
| 1     | Franck Honorat | 3       | -               | -                 | 3                          |

### Statistiques des cartons

#### Cartons jaunes
Mise à jour le 19 août 2018.
| Place | Nom | Ligue 1 | Coupe de France | Coupe de la Ligue | TOTAL des CARTONS JAUNES |
| 1     | -   | -       | -               | -                 | -                        |
| 1     | -   | -       | -               | -                 | -                        |
| 1     | -   | -       | -               | -                 | -                        |
| 1     | -   | -       | -               | -                 | -                        |
| 1     | -   | -       | -               | -                 | -                        |

#### Cartons rouges
Mise à jour le 19 août 2018.
| Place | Nom | Ligue 1 | Coupe de France | Coupe de la Ligue | TOTAL des CARTONS ROUGES |
| 1     | -   | -       | -               | -                 | -                        |

### Matchs amicaux
Lors de l'intersaison, l'AS Saint-Étienne remporte un match contre une équipe amateure avant d'être deux fois tenue en échec et une fois défaite. En outre, l'équipe participe à un tournoi avec l'Olympique de Marseille, les Girondins de Bordeaux et le Montpellier HSC où elle s'incline en finale contre le club phocéen.

### Championnat
La Ligue 1 2019-2020 est la quatre-vingtième deuxième édition du championnat de France de football et la dix-septième sous l'appellation « Ligue 1 » ; le nom de l'enseigne Conforama y est accolé pour la deuxième saison consécutive, par le biais du naming. La division oppose vingt clubs en une série de trente-huit rencontres. Les meilleurs de ce championnat se qualifient pour les coupes d'Europe que sont la Ligue des champions (le podium) et la Ligue Europa (le quatrième et les vainqueurs des coupes nationales). L'ASSE participe à cette compétition pour la soixante-cinquième fois de son histoire.
Les relégués à l'issue de la saison précédente, le SM Caen, l'EA Guingamp, sont remplacés par le FC Metz (champion de Ligue 2) et le Stade brestois 29.

#### Matchs aller
| Date       | N o | Adversaire             | Lieu | Résultat | Buteurs pour Saint-Étienne                         | Points | Place |
| ---------- | --- | ---------------------- | ---- | -------- | -------------------------------------------------- | ------ | ----- |
| 10/08/2019 | J01 | Dijon FCO              | Ext. | 1 - 2    | 5e Hamouma · 11e Aholou                            | 3      | 5e    |
| 19/08/2019 | J02 | Stade brestois 29      | Dom. | 1 - 1    | 83e Bouanga                                        | 4      | 6e    |
| 28/08/2019 | J03 | LOSC Lille             | Ext. | 3 - 0    | -                                                  | 4      | 14e   |
| 01/09/2019 | J04 | Olympique de Marseille | Ext. | 1 - 0    | -                                                  | 4      | 16e   |
| 15/09/2019 | J05 | Toulouse FC            | Dom. | 2 - 2    | 45e, 57e Hamouma                                   | 5      | 15e   |
| 22/09/2019 | J06 | Angers SCO             | Ext. | 4 - 1    | 34e Nordin                                         | 5      | 17e   |
| 25/09/2019 | J07 | FC Metz                | Dom. | 0 - 1    | -                                                  | 5      | 19e   |
| 29/09/2019 | J08 | Nîmes Olympique        | Ext. | 0 - 1    | 68e Debuchy                                        | 8      | 19e   |
| 06/10/2019 | J09 | Olympique lyonnais     | Dom. | 1 - 0    | 90e Berić                                          | 11     | 13e   |
| 20/10/2019 | J10 | Girondins de Bordeaux  | Ext. | 0 - 1    | 90+2e (pen.) Bouanga                               | 14     | 10e   |
| 27/10/2019 | J11 | Amiens SC              | Dom. | 2 - 2    | 45e Khazri · 80e (csc) Dibassy                     | 15     | 12e   |
| 03/11/2019 | J12 | AS Monaco FC           | Dom. | 1 - 0    | 59e Bouanga                                        | 18     | 8e    |
| 10/11/2019 | J13 | FC Nantes              | Ext. | 2 - 3    | 22e Trauco · 34e, 67e Bouanga                      | 21     | 4e    |
| 24/11/2019 | J14 | Montpellier HSC        | Dom. | 0 - 0    | -                                                  | 22     | 5e    |
| 01/12/2019 | J15 | Stade rennais FC       | Ext. | 2 - 1    | 19e Diony                                          | 22     | 9e    |
| 04/12/2019 | J16 | OGC Nice               | Dom. | 4 - 1    | 11e (pen.), 58e Bouanga · 38e Hamouma · 40e Fofana | 25     | 5e    |
| 08/12/2019 | J17 | Stade de Reims         | Ext. | 3 - 1    | 59e Hamouma                                        | 25     | 8e    |
| 15/12/2019 | J18 | Paris Saint-Germain    | Dom. | 0 - 4    | -                                                  | 25     | 11e   |
| 21/12/2019 | J19 | RC Strasbourg          | Ext. | 2 - 1    | 72e (pen.) Boudebouz                               | 25     | 14e   |

#### Matchs retour
| Date       | N o | Adversaire             | Lieu | Résultat | Buteurs pour Saint-Étienne    | Points | Place |
| ---------- | --- | ---------------------- | ---- | -------- | ----------------------------- | ------ | ----- |
| 12/01/2020 | J20 | FC Nantes              | Dom. | 0 - 2    | -                             | 25     | 15e   |
| 25/01/2020 | J21 | Nîmes Olympique        | Dom. | 2 - 1    | 3e, 34e (pen.) Khazri         | 28     | 15e   |
| 02/02/2020 | J22 | FC Metz                | Ext. | 3 - 1    | 89e Hamouma                   | 28     | 15e   |
| 05/02/2020 | J23 | Olympique de Marseille | Dom. | 0 - 2    | -                             | 28     | 15e   |
| 09/02/2020 | J24 | Montpellier HSC        | Ext. | 1 - 0    | -                             | 28     | 15e   |
| 16/02/2020 | J25 | Stade brestois 29      | Ext. | 3 - 2    | 54e (pen.) Bouanga, 69e Diony | 28     | 16e   |
| 23/02/2020 | J26 | Stade de Reims         | Dom. | 1 - 1    | 37e Bouanga                   | 29     | 15e   |
| 02/03/2020 | J27 | Olympique lyonnais     | Ext. | 2 - 0    | -                             | 29     | 16e   |
| 08/03/2020 | J28 | Girondins de Bordeaux  | Dom. | 1 - 1    | 68e Bouanga                   | 30     | 17e   |
| 14/03/2020 | J29 | AS Monaco FC           | Ext. | Annulé   | -                             | -      | -     |
| 21/03/2020 | J30 | RC Strasbourg          | Dom. | Annulé   | -                             | -      | -     |
| 05/05/2020 | J31 | Toulouse FC            | Ext. | Annulé   | -                             | -      | -     |
| 11/05/2020 | J32 | Stade rennais FC       | Dom. | Annulé   | -                             | -      | -     |
| 18/05/2020 | J33 | Paris Saint-Germain    | Ext. | Annulé   | -                             | -      | -     |
| 26/05/2020 | J34 | Angers SCO             | Dom. | Annulé   | -                             | -      | -     |
| 02/05/2020 | J35 | Amiens SC              | Ext. | Annulé   | -                             | -      | -     |
| 09/05/2020 | J36 | LOSC Lille             | Dom. | Annulé   | -                             | -      | -     |
| 16/05/2020 | J37 | OGC Nice               | Ext. | Annulé   | -                             | -      | -     |
| 23/05/2020 | J38 | Dijon FCO              | Dom. | Annulé   | -                             | -      | -     |

#### Classement
| Rang | Équipe              | Pts | J  | G | N  | P  | Bp | Bc | Diff | Qualification ou relégation |
| ---- | ------------------- | --- | -- | - | -- | -- | -- | -- | ---- | --------------------------- |
| 14   | Stade brestois 29 P | 34  | 28 | 8 | 10 | 10 | 34 | 37 | −3   |                             |
| 15   | FC Metz P           | 34  | 28 | 8 | 10 | 10 | 27 | 35 | −8   |                             |
| 16   | Dijon FCO           | 30  | 28 | 7 | 9  | 12 | 27 | 37 | −10  |                             |
| 17   | AS Saint-Étienne    | 30  | 28 | 8 | 6  | 14 | 29 | 45 | −16  |                             |
| 18   | Nîmes Olympique     | 27  | 28 | 7 | 6  | 15 | 29 | 44 | −15  |                             |
| 19   | Amiens SC           | 23  | 28 | 4 | 11 | 13 | 31 | 50 | −19  | Relégation en Ligue 2       |
| 20   | Toulouse FC         | 13  | 28 | 3 | 4  | 21 | 22 | 58 | −36  | Relégation en Ligue 2       |

### Coupes nationales

#### Coupe de la Ligue
La Coupe de la Ligue 2019-2020 est la vingt-sixième édition de la cette compétition à élimination directe organisée par la Ligue de football professionnel (LFP) depuis 1994 et rassemblant uniquement les clubs professionnels de Ligue 1, Ligue 2 et ceux de National 1. Depuis 2009, la LFP a instauré un nouveau format de coupe plus avantageux pour les équipes qualifiées pour une coupe d'Europe.
| Date       | N o        | Adversaire          | Lieu | Résultat | Buteurs pour Saint-Étienne |
| ---------- | ---------- | ------------------- | ---- | -------- | -------------------------- |
| 18/12/2019 | 1/8e de f. | Nîmes Olympique     | Ext. | 1 - 2    | 37e Benkhedim, 49e Correia |
| 08/01/2020 | 1/4e de f. | Paris Saint-Germain | Ext. | 6 - 1    | 71e Cabaye                 |

#### Coupe de France
La Coupe de France 2019-2020 est la cent-troisième édition de cette compétition à élimination directe mettant aux prises tous les clubs de football amateurs et professionnels à travers la France métropolitaine et les DOM-TOM. Elle est organisée par la FFF et ses ligues régionales.
| Date       | N o         | Adversaire          | Lieu | Résultat | Buteurs pour Saint-Étienne         |
| ---------- | ----------- | ------------------- | ---- | -------- | ---------------------------------- |
| 05/01/2020 | 1/32e de f. | FC Bastia-Borgo     | Ext. | 0 - 3    | 33e 90+3e Nordin, 45+1e Fofana     |
| 18/01/2020 | 1/16e de f. | Paris FC            | Ext. | 2 - 3    | 31e Khazri, 71e Abi, 78e Debuchy   |
| 28/01/2020 | 1/8e de f.  | AS Monaco FC        | Ext. | 0 - 1    | 24e Bouanga                        |
| 13/02/2020 | 1/4e de f.  | SAS Épinal          | Ext. | 1 - 2    | 37e Bouanga · 58e Camara           |
| 05/03/2020 | 1/2e de f.  | Stade rennais FC    | Dom. | 2 - 1    | 43e Kolodziejczak, 90+4e Boudebouz |
| 24/07/2020 | Finale      | Paris Saint-Germain | Ext. | 1 - 0    | -                                  |

### Ligue Europa
La Ligue Europa 2019-2020 est la quarante-neuvième édition de la Ligue Europa. Elle est divisée en deux phases, une phase de groupes, qui consiste en douze mini-championnats de quatre équipes par groupe, les deux premiers poursuivant la compétition. Puis une phase finale, décomposée en seizièmes de finale, huitièmes de finale, quarts de finale, demi-finales et une finale qui se joue sur terrain neutre. 
En cas d'égalité, lors de la phase finale, la règle des buts marqués à l'extérieur s'applique puis le match retour est augmenté d'une prolongation et d'une séance de tirs au but s'il le faut. Les équipes sont qualifiées en fonction de leurs bons résultats en championnat lors de la saison précédente.
Les Verts entrent entre en phase de poules.

#### Phase de groupe
| Rang | Équipe           | Pts | J | G | N | P | Bp | Bc | Diff |  | Résultats (▼ dom., ► ext.) |     |     |     |     |
| ---- | ---------------- | --- | - | - | - | - | -- | -- | ---- |  | -------------------------- | --- | --- | --- | --- |
| 1    | La Gantoise      | 12  | 6 | 3 | 3 | 0 | 11 | 7  | +4   |  | La Gantoise                |     | 2-2 | 3-2 | 2-1 |
| 2    | VfL Wolfsburg    | 11  | 6 | 3 | 2 | 1 | 9  | 7  | +2   |  | VfL Wolfsburg              | 1-3 |     | 1-0 | 3-1 |
| 3    | AS Saint-Étienne | 4   | 6 | 0 | 4 | 2 | 6  | 8  | -2   |  | AS Saint-Étienne           | 0-0 | 1-1 |     | 1-1 |
| 4    | FK Oleksandriïa  | 3   | 6 | 0 | 3 | 3 | 6  | 10 | -4   |  | FK Oleksandriïa            | 1-1 | 0-1 | 2-2 |     |

Le tirage au sort a placé les verts dans le groupe I, dans lequel ils rencontreront VfL Wolfsburg, La Gantoise et FK Oleksandria.
| Date       | N o | Adversaire     | Lieu      | Résultat | Buteurs pour Saint-Étienne     | Points |
| ---------- | --- | -------------- | --------- | -------- | ------------------------------ | ------ |
| 19/09/2019 | M1  | La Gantoise    | Extérieur | 3 - 2    | Khazri 38e, Kamiński 74e (csc) | 0      |
| 3/10/2019  | M2  | VfL Wolfsburg  | Domicile  | 1 - 1    | Kolodziejczak 13e              | 1      |
| 24/10/2016 | M3  | FK Oleksandria | Domicile  | 1 - 1    | G.Silva 8e                     | 2      |
| 7/11/2019  | M4  | FK Oleksandria | Extérieur | 2 - 2    | 23e (pen.) Khazri, 73e Camara  | 3      |
| 28/11/2019 | M5  | La Gantoise    | Domicile  | 0 - 0    | -                              | 4      |
| 12/12/2019 | M6  | VfL Wolfsburg  | Extérieur | 1 - 0    | -                              | 4      |